# Малые Горки (Нижегородская область)
Ма́лые Го́рки — деревня в Бутурлинском районе Нижегородской области. Входит в состав Ягубовского сельсовета.
Деревня располагается на правом берегу реки Пьяны.